# Palais Cavalcanti
Le palais Cavalcanti est un édifice monumental de Naples situé via Toledo.

## Histoire et architecture
Le palais a été construit au XVIIIe siècle sur l'ordre du marquis Angelo Cavalcanti, qui a confié la tâche à Mario Gioffredo. Au XIXe siècle, il a été surélevé et, de 1945 à 1980, est devenu une maison de retraite.
En 1981, il est devenu une propriété municipale et a fait l'objet d'une restauration conservatrice conçue par un cabinet d'architecture napolitaine. Aujourd'hui, le rez-de-chaussée du bâtiment abrite le siège de l'Institut italien des sciences humaines.
La façade est ponctuée de pilastres composites d'ordre colossal qui encadrent les colonnes de fenêtres des premier et deuxième étages. Ceux du premier étage ont une décoration avec un tympan cintré et une fenêtre centrale placée dans une niche décorée de stuc ; il y a aussi un long balcon qui s'étend sur toute la longueur de la façade. Les fenêtres du deuxième étage ont une décoration plus simple. Le portail est décoré de colonnes doriques reposant sur un socle de piperno d’une beauté remarquable.
L'escalier de la cour qui longe la façade de la cour s'articule sur trois côtés couverts de voûtes repliées ; la rampe centrale repose sur trois balustres et deux rampes plus petites.
À l'intérieur, des décorations de style néoclassique.

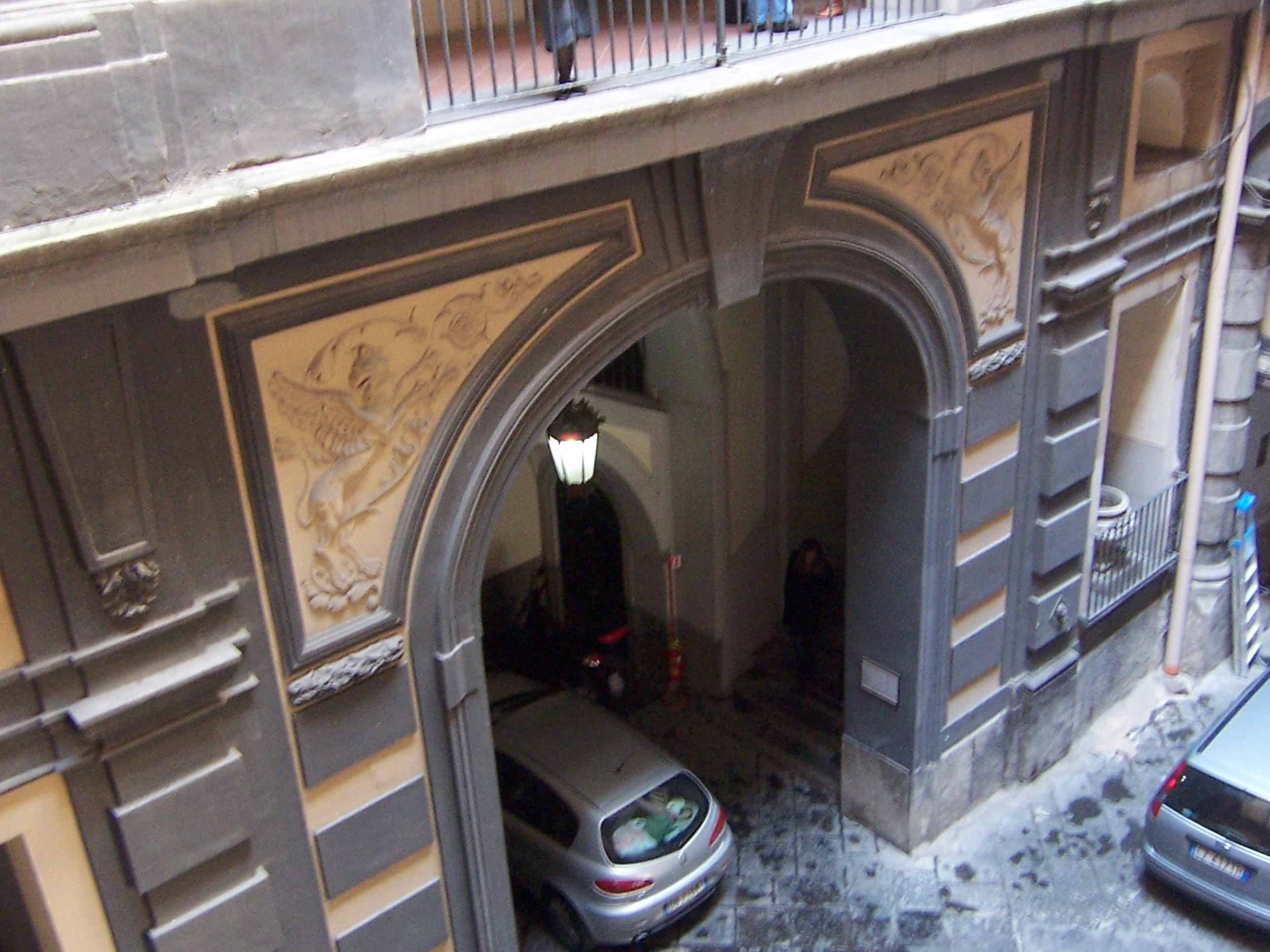
Détail de la cour intérieure.
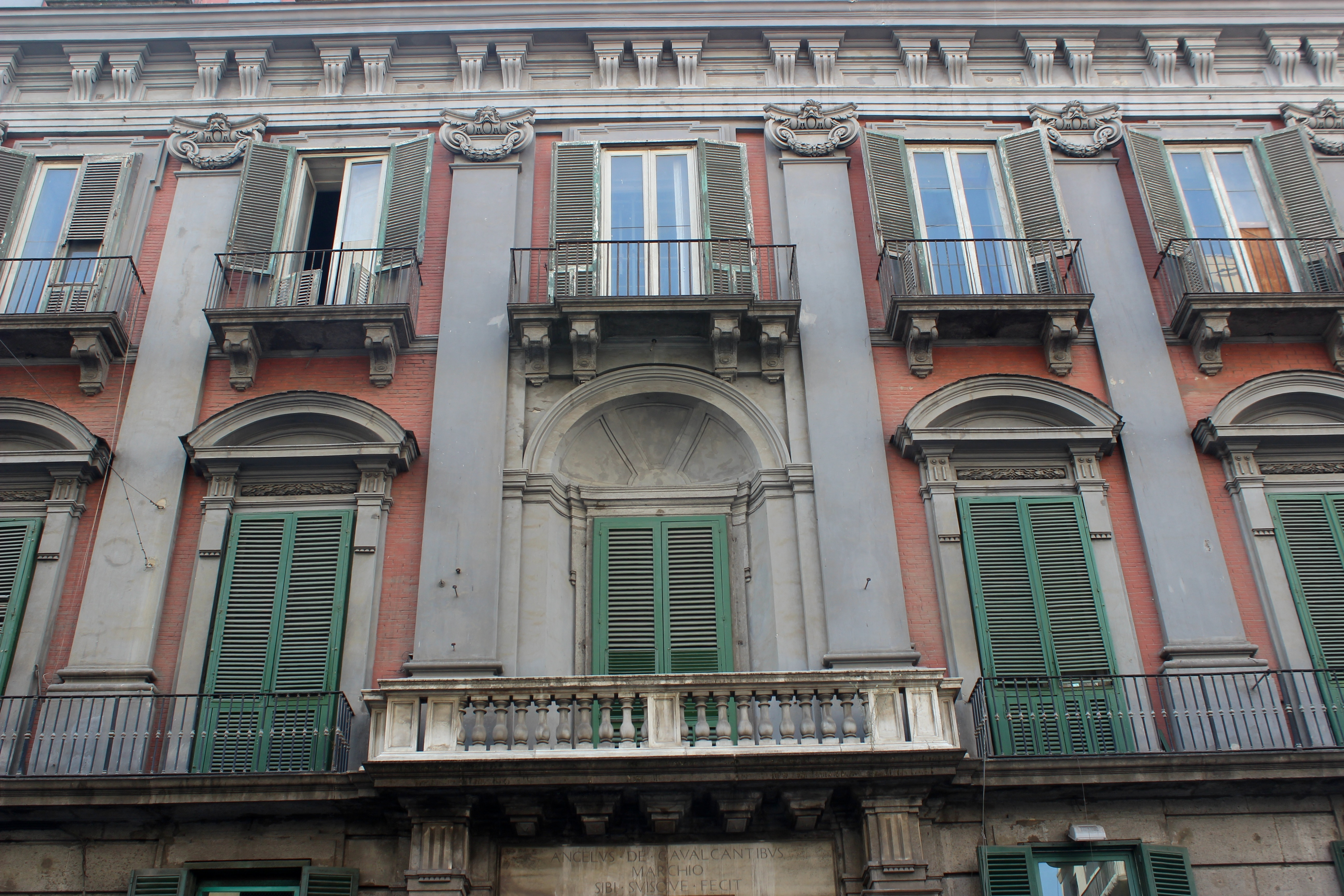
Façade
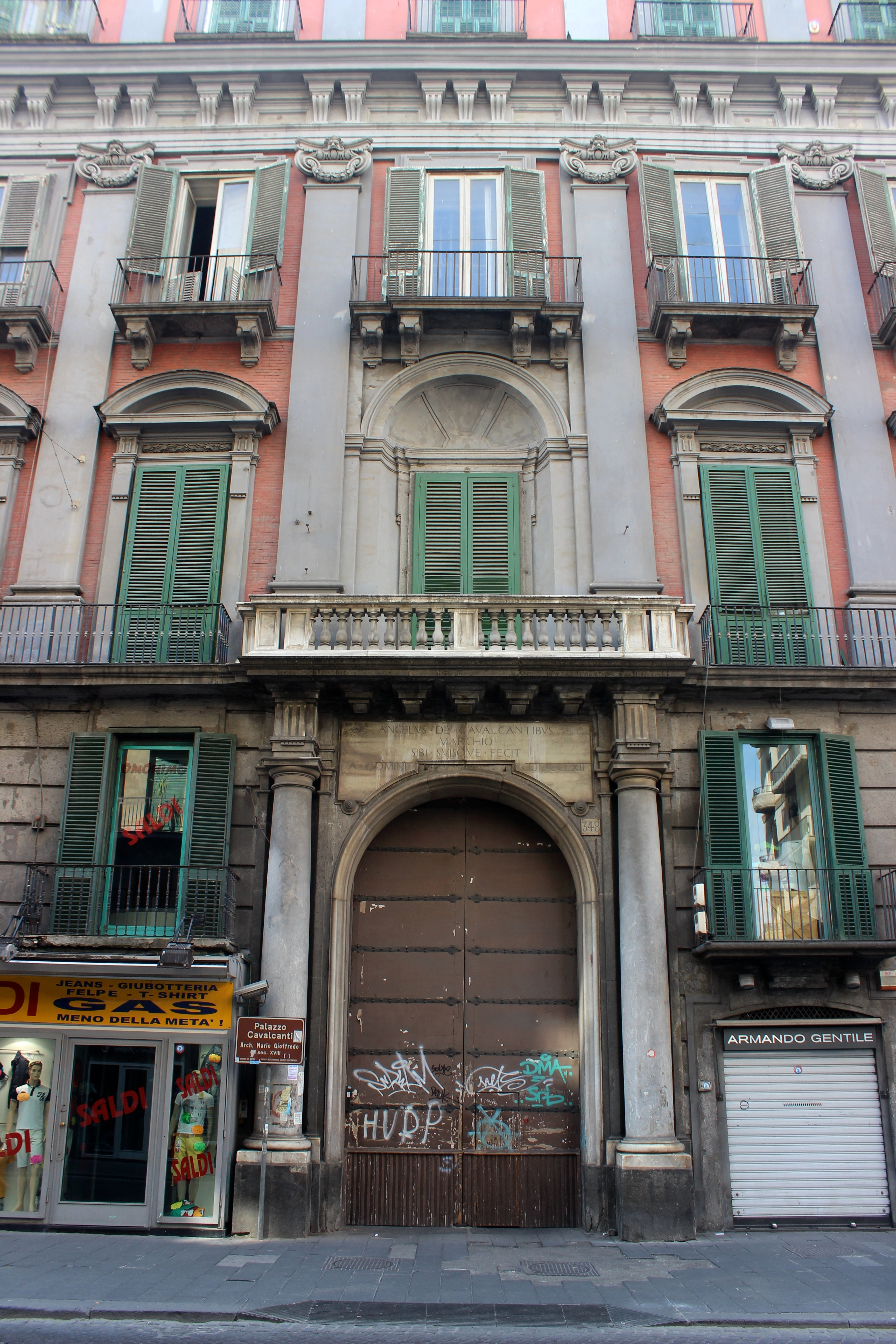
Façade